# Soloy
Jebaygätde o Soloy es un corregimiento cabecera del distrito de Besikó en la comarca Ngäbe-Buglé, República de Panamá, y su poblado cabecera Boca de Soloy. La localidad tiene 6569 habitantes (2023).